# Macchi M.C.72

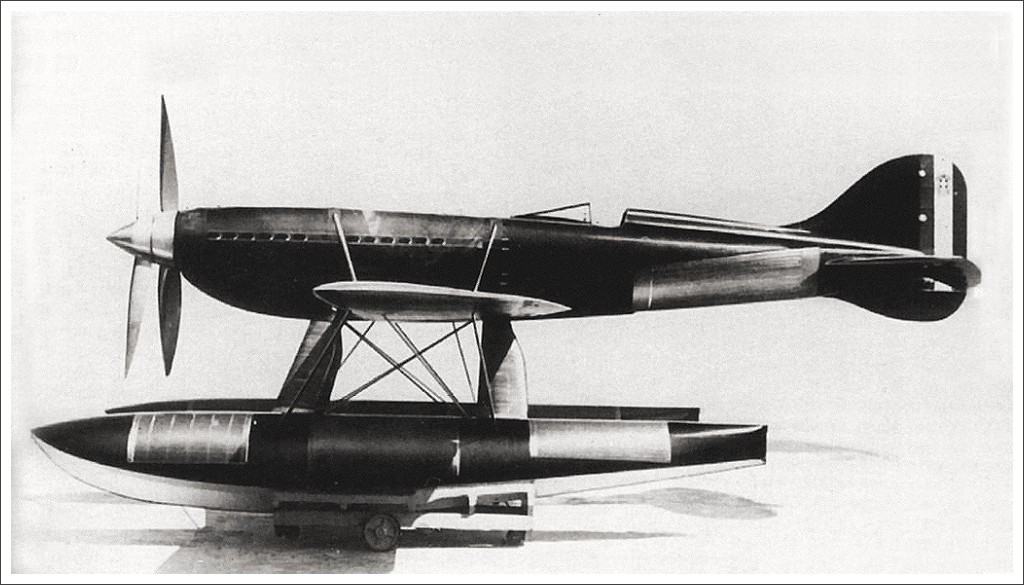

Macchi M.C. 72 — експериментальний поплавковий гідролітак збудований італійською авіакомпанією Macchi Aeronautica. M.C. 72 утримував світовий рекорд швидкості літаків протягом 5 років. В 1933 та 1934 роках він встановив світовий рекорд швидкості гідропланів з двигунами внутрішнього згорання, який не побитий досі (травень 2013 року).

## Проектування
M.C. 72 був збудований у 1931 році задля перегонів Шнайдер Трофі, проте через проблеми з двигуном не взяв у них участь.

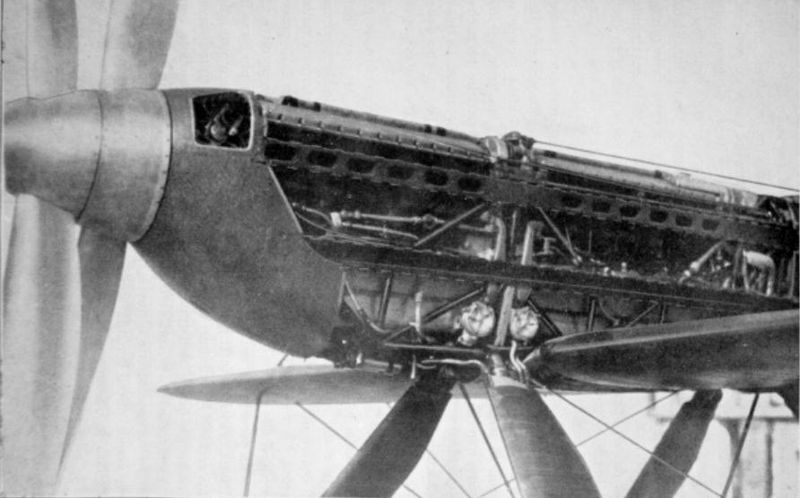
FIAT AS.6 — двигун літака

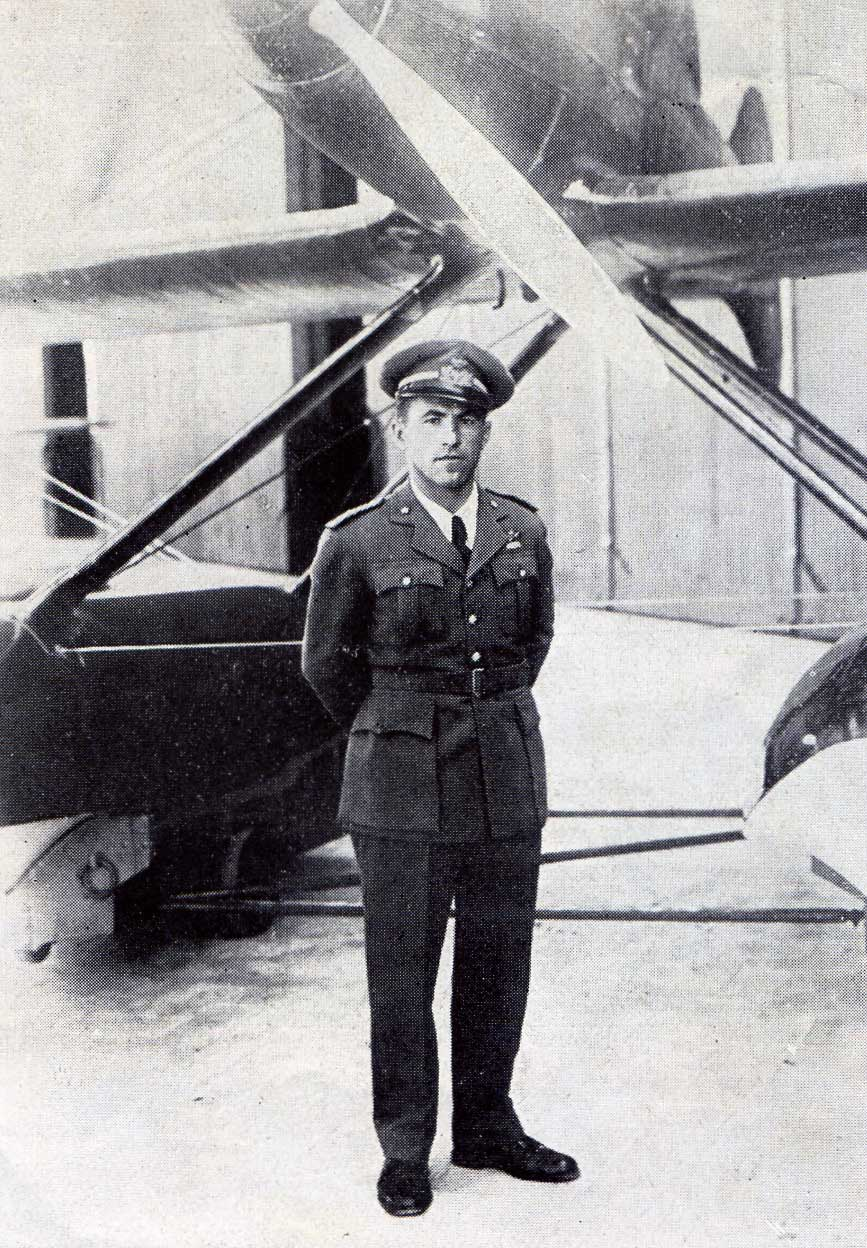
Військовий офіцер Франческо Аджело, льотчик-випробовувач Macchi M.C. 72

## Історія польотів
Протягом двох років M.C. 72 мав багато механічних дефектів. Також на ньому загинули 2 пілоти, намагаючись встановити рекорд швидкості (перший Монті, потім Белліні). Остаточна версія літака мала два гвинти, що оберталися в протилежних напрямках з модифікованим двигуном FIAT двигун AS-6 V24 engine з потужністю 1,900-2,300 kW (2,500-3,100 к.с.) (завдяки нагнітачу).
Після 35 польотів, було зроблений капітальний ремонт двигуна для підготовки до світового рекорду. Літак нарешті виправдав сподівання і встановив новий світовий рекорд з швидкості над водою 10 квітня 1933 року, досягнувши 682 км/год (424 миль/год). Пілотом був мічман Франческо Аджело (останній кваліфікований пілот). Не задовольнившись досягнутим, конструктори продовжували роботу, щоб підняти швидкість за 700 км/год (430 миль/год). Цей подвиг стався 23 жовтня 1934 року, коли пілотований Аджело, літак протягом 3 проходів летів із швидкістю 709 км/год (440 миль/год). Цей рекорд швидкості для поршневих гідропланів непобитий до нашого часу (травень 2013 року). Після цього успіху Macchi M.C. 72 більше не піднімався у повітря.

### Рекорди швидкості
M.C. 72 утримував світовий рекорд швидкості для літаків протягом 5 років. Для порівняння, на той час для наземних літаків рекорд швидкості належав Hughes H-1 Racer з максимальною швидкістю тільки 566 км/год (352 миль/год). Потім, у 1939 році, два німецьких гоночних літаки обігнали M.C. 72. Перший — Heinkel He 100, що досяг швидкості 746 км/год (463 миль/год). Другим був Messerschmitt Me 209, що встановив новий світовий рекорд з швидкістю 756 км/год (469 миль/год) у серпні — за кілька днів до початку Другої Світової війни. Поточний рекорд швидкості для поршневих літаків — 528.33 миль/год (850.26 км/год) встановлений глибокомодернізованим американським літаком Grumman F8F Bearcat на ймення Rare Bear на базі 3 км у 1989 році. Проте рекорд M.C. 72 ніколи не був побитий поршневими гідропланами.

## Уцілі екземпляри

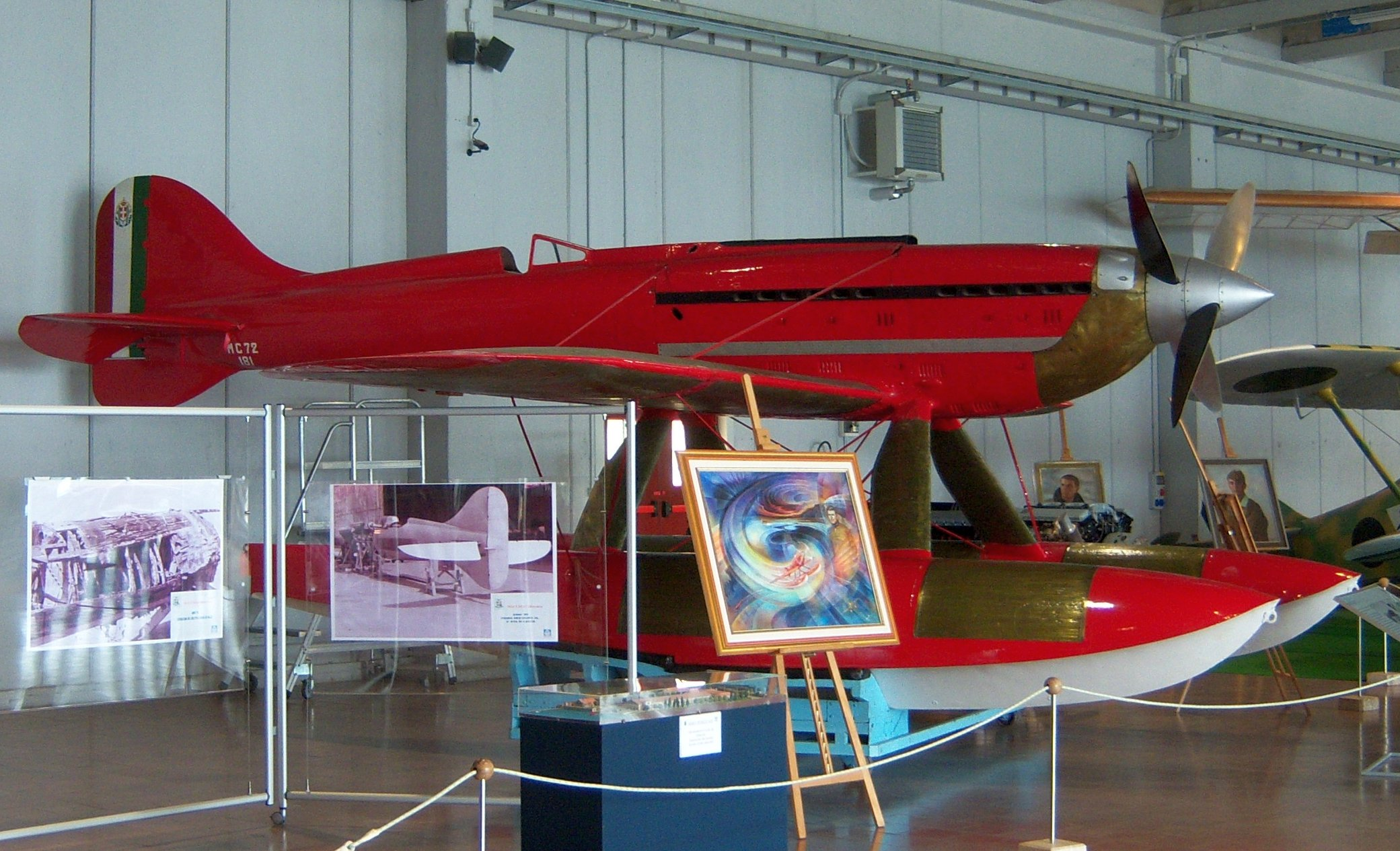
Законсервований Macchi M.C.72 в італійському музеї Museo storico dell'Aeronautica Militare di Vigna di Valle

Один з M.C. 72, що брав участь у встановленні рекорду, зберігся. Він експонується в музеї Військово-повітряних сил італіх, біля Риму.